# Saproscincus challengeri
Saproscincus challengeri är en ödleart som beskrevs av  George Albert Boulenger 1887. Saproscincus challengeri ingår i släktet Saproscincus och familjen skinkar. Inga underarter finns listade i Catalogue of Life.